# Pseudochrominae
Pseudochrominae là một phân họ của lớp Cá vây tia. Đây là một trong 4 phân họ cấu thành họ Cá đạm bì. Những loài trong phân họ này gọi chung là cá đạm bì (tiếng Anh: dottyback). Chúng là những loài cá biển cỡ nhỏ được phân bố rộng rãi trên khắp khu vực Ấn Độ Dương -Thái Bình Dương.

## Đặc điểm
Những loài trong phân họ Pseudochrominae có một ngạnh và năm vây tia phân nhánh ở vây bụng; đầu có nhiều lớp vảy; có răng trên xương vòm miệng và có 16 - 20 vây tia ở vây ngực. Đường bên được chia thành hai phần, với phần dài hơn chạy từ đầu đến phần sau của vây lưng và nằm ngay dưới vây lưng, phần còn lại nằm ở phía sau mạn sườn. Chiều dài tối đa đo được ở loài này là khoảng 19 – 20 cm.

## Phân bố
Pseudochrominae có phân bố rộng khắp vùng biển ở Ấn Độ Dương và phía tây Thái Bình Dương, chủ yếu ở các khu vực nhiệt đới. Phạm vi phân bố của chúng trải dài từ bờ biển phía đông châu Phi, băng qua khu vực Ấn Độ Dương - Thái Bình Dương đến Samoa thuộc Mỹ. Giới hạn phía nam của chúng nằm ở thành phố Durban của Nam Phi và rạn san hô Elizabeth ở phía bắc biển Tasman, ngoài khơi Úc. Còn ở phía bắc, chúng được giới hạn ở miền nam Nhật Bản.

## Môi trường sống
Hầu hết các loài trong phân họ Pseudochrominae đều sống xung quanh các rạn san hô. Một số loài sống trong các rạn san hô phân nhánh, số khác lại sống trong các đám bọt biển lớn. Chúng có thể được tìm thấy ở độ sâu lên đến 100 mét. Một vài loài có tính xã hội, nhưng hầu hết đều có tính lãnh thổ cao. Chúng thường sống độc lập, hợp thành cặp vào mùa sinh sản hoặc trong một nhóm rất nhỏ gồm một đực và nhiều cái. Pseudochrominae ăn các loài động vật giáp xác, thân mềm hai mảnh vỏ, ốc biển, giun nhiều tơ và cá nhỏ. Nhiều loài lưỡng tính và có các hình thái khác nhau giữa đực và cái. Trứng được cá đực bảo vệ trong hang cho đến khi chúng nở. Khoảng 3 - 7 ngày sau, cá bột sẽ nở.

## Các chi
10 chi sau nằm trong phân họ Pseudochrominae:
- Assiculoides A.C.Gill & Hutchins 1997
- Assiculus Richardson, 1846
- Cypho Myers, 1940
- Labracinus Schlegel, 1858
- Manonichthys A.C. Gill, 2004
- Ogilbyina Fowler, 1931
- Oxycercichthys A.C. Gill, 2004
- Pholidochromis A.C. Gill, 2004
- Pictichromis A.C. Gill, 2004
- Pseudochromis Rüppell, 1835